# 野沢友花
野沢 友花（のざわ ともか、1986年10月1日 - ）は、日本のAV女優、元アイドル。
身長:156cm。スリーサイズ:B86(E)・W56・H83。

## 略歴・人物
神奈川県出身。2007年6月にAVデビュー。

## 作品

### アダルトビデオ
2007年
- 芸能人★デビュー 野沢友花（6月13日、MOODYZ）
- 正真正銘リアル芸能人に変態ちっくなSEXさせちゃいました！（7月13日、MOODYZ）
- Tokyo 流儀 Special VOL.03（8月1日、プレステージ）
- 巨乳三姉妹 童貞びんびんチ○ポ狩り（8月16日、V&Rプロダクツ）
- ギャルコレ 6人のギャルをハメまくり（9月8日、隼エージェンシー）オムニバス作品
- 犯られた人妻たち 第9章 中出しされる5人の人妻（9月18日、Nadeshiko(なでしこ))）オムニバス作品
- SUPERヒロインドミネーションVOL.10（9月14日、GIGA）
- スーパーヒロイン危機一髪！！Vol.19 女戦闘員編（9月28日、GIGA）
- ネットで見つけた可愛いメイドロボット (10月4日、V&Rプロダクツ)オムニバス作品
- フェラコレ2007秋SP (10月13日、隼エージェンシー)オムニバス作品
- 巨乳若妻中出し 第3章（10月19日、ミスター・インパクト）
- こだわりの手コキ 4時間SP 6 30人のハンドメイド (11月10日、隼エージェンシー)オムニバス作品
- エキサイト エアーセックス (12月1日、NIRVANA)オムニバス作品※AVグランプリ2008 マニアステージ エントリー作品
- オナニスト 第19章 (12月8日、隼エージェンシー)オムニバス作品
- FOXY LADIES 24 （12月10日、ラストラス）オムニバス作品
- コスプレ無双（12月28日、TMA）

2008年
- KISS MANIA キスマニア Vol.5 (2月19日、ミスター・インパクト)オムニバス作品
- チャイナドレスしか見たくない!4時間 2 (3月7日、TMA)オムニバス作品
- 巫女コスッ！！ 2（4月25日、笠倉出版社）
- 人妻レイプ4時間 3 犯られまくる9人の人妻たち (5月23日、Nadeshiko)オムニバス作品
- 必殺！くノ一仕置忍法帖（5月30日、笠倉出版社）

### オリジナルビデオ
- カップルズ ～スワッピング体験記～ （2007年10月3日、リップスウィート）

### テレビ番組
- 桃のふくらみ（MONDO TV）